# Romano Ricci
Romano Ricci, né le 10 mai 1978 à Boulogne-Billancourt est un parfumeur et pilote automobile français, fils de Jean-Louis Ricci, arrière-petit-fils de la couturière Nina Ricci et petit-fils de Robert Ricci, créateur du parfum l'Air du temps.

## Biographie
En 2006, il lance la maison de parfum « Juliette has a Gun »,,.
Laureat d’un FiFi Awards en 2011, « Prix spécial du Board 2011 », délivré par la Fédération française de la parfumerie.
Romano Ricci est le cofondateur de Nose, concept store beauté, basé à Paris.

## Créations
- 2006 (en collaboration avec le parfumeur Francis Kurkdjian) : Lady vengeance & Miss Charming[6]
- 2008 : Citizen Queen[7], Midnight Oud
- 2009 : Calamity J.
- 2010 : Not a perfume[8]
- 2011 : Mad Madame[9]
- 2012 : Romantina, Oil Fiction
- 2013 : Anyway[10], Moon Dance
- 2014 : Another Oud
- 2015 : Gentlewoman[5],[11], White Spirit

## Sport automobile
En parallèle à ses activités de parfumeur, Romano Ricci est pilote automobile comme son père Jean-Louis l'a été avant lui. En 2000, il participe pour la première fois aux 24 Heures du Mans avec son père au volant d'une Porsche 911 GT3 R (996) de l'écurie Perspective Racing. Il termine la course à la vingt-troisième place du classement général,,,.
En 2016, il participe à la course Road to Le Mans au volant de l'une des Ligier JS P3 du Yvan Muller Racing.
L'année suivante, il participe au championnat European Le Mans Series avec Yvan Muller Racing.
En 2018, il participe de nouveau aux 24 Heures du Mans. Associé à Thomas Dagoneau et Erwin Creed, il pilote la Ligier JS P217 de l'écurie Larbre Compétition. Il se classe au trente-quatrième rang du classement général,,.